# Mimosema imitans
Mimosema imitans är en fjärilsart som beskrevs av W. Warren 1901. Mimosema imitans ingår i släktet Mimosema och familjen mätare. Inga underarter finns listade i Catalogue of Life.